# Jlegong (Karangkobar)
Jlegong is een bestuurslaag in het regentschap Banjarnegara van de provincie Midden-Java, Indonesië. Jlegong telt 816 inwoners (volkstelling 2010).